# Raymond Reynaud
Pour les articles homonymes, voir Reynaud.
Raymond Reynaud, né à Salon-de-Provence le 8 octobre 1920 et mort à Cavaillon le 10 juillet 2007, est un peintre, sculpteur et plasticien français.
Proche de la démarche artistique de Jean Dubuffet (premier théoricien de l'Art brut), il s'inscrit dans le mouvement de l'art singulier maïeutique. 

## Biographie
En 1934, Raymond Reynaud entre en apprentissage de peintre en bâtiment. 
De 1935 à 1939, il est étudiant à l'École des beaux-arts à Salon-de-Provence. Il y suit des cours de peinture et de décoration, obtient le premier prix en cours classique d'anatomie et le troisième prix en fusain et crayon.
De 1938 à 1944, il étudie le saxophone et le solfège. Par la suite, il forme un  orchestre musette et anime pendant cinq ans de nombreux bals populaires dans le sud de la France.
En 1949, il devient artisan peintre à Sénas.
De 1949 à 1980, il suit des stages d'arts plastiques organisés par le ministère de la Jeunesse et des Sports à Paris. À partir de 1966, il exerce la fonction d'assistant de stages aux côtés de Gilles Duché et Renée David.
En 1952, il fonde le Groupe d'arts plastiques des Alpilles sous la direction de la fédération des Académies populaires d'arts plastiques et y reste jusqu'en 1957. La direction nationale des Académies populaires, présidée par Lucien Lautrec, contribue à cette époque à la formation d'un grand nombre d'artistes, tant à Paris qu'en province.
Pendant dix ans (1958-1968), il arrête ses activités plastiques pour un temps de réflexion.
En 1977, il crée et anime un atelier de peinture pour adultes « Le Quinconce Vert » à Salon-de-Provence. Cet atelier donne une formation artistique à des personnes sans expérience dans les arts plastiques ou non satisfaites de l’enseignement académique. Le but de Raymond Reynaud est de travailler sur l'imaginaire et de le faire déboucher sur une expression plastique singulière. Jean Dubuffet  lui apporte ses encouragements, de même que Michel Thévoz, conservateur de la Collection de l'art brut de Lausanne.
En 1989, l'œuvre de Reynaud fait l'objet d'un mémoire de maîtrise rédigé par Alice Splimont-Anglade et soutenu à la Faculté Paul Valéry de Montpellier sous le titre de Raymond Reynaud, peintre singulier. C'est la première fois qu'un peintre singulier est représenté à l'Université. Ces travaux de recherche ont été dirigés par le professeur et historien de l'art Marie-Domitille Porcheron.
1990 voient la création du « Mouvement singulier Raymond Reynaud » à Sénas et la dissolution de l'atelier du Quinconce Vert'.  Ce mouvement regroupe des élèves ou des peintres dans la mouvance de l'art singulier. La même année, sa Maison Musée à Sénas, où l'artiste habite avec son épouse Arlette et où sont installées des centaines de tableaux et de sculptures, est répertoriée dans le livre de Claude Arz, Le guide de la France insolite.
En 1998, il participe à la réalisation d'Hôpital brut, un film d'animation de la maison d'édition Le Dernier Cri diffusé sur Canal+.
Depuis les années 1980, il est objet de nombreux articles dans la presse culturelle et de reportages télévisés. En effet, l’universitaire spécialiste de l’art brut et singulier Laurent Danchin consacre plusieurs analyses de ses travaux dans le magazine d’art anglais Raw Vision
(cette publication périodique a obtenu le Prix Camera de l’UNESCO de « meilleur magazine d’Art » en 1998). De plus, Raymond Reynaud est présenté aux côtés d'autres artistes lors d'une soirée théma consacrée aux allumés de l'art brut diffusée en 2000 sur Arte.
Le 10 juillet 2007, Raymond Reynaud décède à Cavaillon, soit trois jours avant le début d'une exposition rétrospective , présentant plus de cinquante années de création, au Château de l'Empéri à Salon-de-Provence. 
Après son décès, il fait l'objet de nombreux hommages dont l'inauguration d'un square à son nom le 28 septembre 2007 et d'une statue en présence de l'actrice Andréa Ferréol le 21 mai 2008 à Sénas.
Dans le cadre de Marseille-Provence 2013, une exposition présentant une cinquantaine de ses œuvres aura lieu du 6 juillet au 29 septembre 2013 dans la salle du Septier à Salon-de-Provence.

## Œuvre
Dénonçant les excès et les gaspillages de la société de consommation, son œuvre est faite de matériaux de récupération qu'il aimait appeler « bordilles ». Parmi les sujets de prédilection traités dans ses tableaux, on peut citer le rythme des quatre saisons, les sept péchés capitaux ainsi que des thèmes populaires tels que le cirque ou les orchestres de jazz. Ses deux œuvres les plus célèbres restent  Jean de Florette de 1985 et Don Quichotte de 1993, deux grands polyptyques inspirés des romans de Marcel Pagnol et Miguel de Cervantes. Tout au long de sa vie, empreint de spiritualité, il oriente son inspiration vers des compositions symétriques appelées mandalas. 
Ses tableaux et sculptures ont été présentés lors de nombreuses expositions (Neuve Invention à Lausanne, Exposition « Du singulier au pluriel, parcours d'artistes » en 1996 à La Laiterie de Strasbourg, Salon Outsider à la Foire « Art Fair » de New York en 1998, Espace Van Gogh à Arles en 2003...).